# Makenzie kehrt zur Erde heim
Makenzie kehrt zur Erde heim (englischer Originaltitel Imperial Earth) ist ein Science-Fiction-Roman von Arthur C. Clarke, der 1976 rechtzeitig zur Zweihundertjahrfeier der Unabhängigkeitserklärung der USA erschien. Die Handlung folgt dem Protagonisten, Duncan Makenzie, der von seiner Heimat auf dem Titan zur Erde reist. Vordergründig unternimmt er die Reise als diplomatischen Besuch anlässlich der 500-Jahr-Feier der Vereinigten Staaten, doch der Hauptzweck ist es, dort einen Klon von sich erzeugen zu lassen.

## Handlung
Duncan Makenzie ist der letzte Vertreter der „first family“ auf dem Titan, einem kolonisierten Mond des Saturn. Nach der ursprünglichen Besiedlung im 23. Jahrhundert durch seinen „Großvater“ Malcolm Makenzie, ist die dortige Wirtschaft aufgeblüht. Grundlage ist die Förderung und der Verkauf von Wasserstoff aus der Atmosphäre des Titan, der als Treibstoff für den Fusionsantrieb von interplanetaren Raumschiffen dient.
Als die Handlung im Jahr 2276 ihren Anfang nimmt, kommen verschiedene Faktoren zusammen, die einen diplomatischen Besuch auf der Erde notwendig machen. Erstens steht die 500-Jahr-Feier der Unabhängigkeitserklärung der Vereinigten Staaten von Amerika unmittelbar bevor, zu der Vertreter von allen Kolonien im Sonnensystem anreisen werden – und für die ein geeigneter Vertreter für den Titan gebraucht wird. An zweiter Stelle steht der Umstand, dass die Makenzies einen nicht behebbaren genetischen Defekt in sich tragen, der eine Fortsetzung der Familienlinie auf natürlichem Wege unmöglich macht. Daher sind sowohl Duncan als auch sein Vater Colin Klone seines Großvaters Malcolm. Zum Zeitpunkt des Romans ist das menschliche Klonen zwar eine ausgereifte Technologie, jedoch immer noch ethisch umstritten. An dritter Stelle steht schließlich ein technischer Fortschritt bei den Antriebssystemen für Raumschiffe – der neuartige „Asymptotische Antrieb“ droht Titans Wirtschaft die Grundlage zu entziehen, da er mit einem Bruchteil des Wasserstoffs auskommt, den die bisher genutzten Fusionsantriebe benötigen.
Eine Reihe von untergeordneten Handlungssträngen lassen darüber hinaus ein größeres Mysterium vermuten, werden aber nicht weiter verfolgt. Das Buch endet mit der Heimkehr Duncans, bei der er sein neues „Kind“ mitbringt, das sich als Klon seines brillanten aber unberechenbaren ehemaligen besten Freundes Karl Helmer entpuppt, welcher während Duncans Aufenthalt auf der Erde durch einen Unfall ums Leben kommt. Einige der weiteren Handlungsstränge bleiben am Ende des Romans offen.

## Inhalt
Des Weiteren nimmt das Spiel Pentominos einen prominenten Platz bei einigen Handlungssträngen ein.
Der Roman bietet darüber hinaus einige gesellschaftlich sehr liberale Ansichten. So hat Duncan Makenzie beispielsweise schwarze Hautfarbe, was jedoch erst in der Mitte des Buches Erwähnung findet, und dann auch nur um festzustellen, dass seiner Hautfarbe von der Gesellschaft nicht mehr Bedeutung beigemessen wird als der Haarfarbe. An mehreren Stellen des Buches denkt Duncan an sexuelle Beziehungen zu Männern zurück und es wird offenbar, dass Bisexualität und Biromantik in seiner Zeit als Norm betrachtet wird. Monosexualität stellt im Buch die gesellschaftliche Ausnahme dar. Darüber hinaus befasst sich Clarke im Buch mit den ethischen Aspekten des Klonens (ein sehr junges Thema in den frühen 1970er Jahren) und der Ökonomie von Kontrolle und Produktion von Energiequellen.
Schließlich beschreibt Clarke im Roman auch detailliert ein persönliches Kommunikationsgerät, das er „Minisec“ nennt – im Grunde eine Kombination aus mobilem Videotelefon und PDA mit weltweitem Zugang zum Datennetz. Es wird außerdem eine größere Kommunikationskonsole („Comsole“) beschrieben, die ebenfalls Zugang zu allen Kommunikations- und Informationsdiensten weltweit bietet.

## Ausgaben
Die ursprüngliche im Vereinigten Königreich erschienene Hardcoverausgabe trägt den Untertitel A Fantasy of Love and Discord und hat 38 Kapitel sowie einen Abschnitt mit Danksagungen und Notizen. Die spätere Hardcoverausgabe für den amerikanischen Markt verzichtet auf den Untertitel und hat 43 Kapitel. Außerdem wurden die Danksagungen und Notizen dort erweitert und ein Zitat von Ernest Hemingway kommt am Beginn des Buches hinzu. Bei der späteren Taschenbuchausgabe wurde eine weitere Notiz zu einem möglichen biologischen Fehler in der Handlung ergänzt.